# Povijest Istre

## Histri
Istru naseljava u 11. stoljeću prije Krista prapovijesno pleme Histri, po kojima Istra i dobiva ime. Histri su se bavili lovom, ribolovom, stočarstvom, poljodjelstvom i trgovinom.

## Rimsko razdoblje
Godine 178. i 177. prije Krista Rimljani pokoravaju Histre i preuzimaju vlast na području današnjeg istarskog poluotoka.
Nakon pada Rimskog Carstva Istra pada pod vlast Ostrogota, 489. g.  

## Bizantsko razdoblje
Godine 539. g. Istru zauzima Bizant, koji ostavlja brojne povijesno-kulturne znamenitosti, od kojih je danas najistaknutija Eufrazijeva bazilika.

## Srednji vijek
Prema svjedočanstvu pape Grgura I. iz 600. godine početkom 7. st. dolazi do avarsko-slavenskih upada i naseljavanja Hrvata. Gradovi u unutrašnjosti srušeni su i napušteni, dok priobalje odolijeva napadima. 
Hrvati su do sredine VII. st. naselili srednju Istru te postupno doprijeti i do granica gradova na jugu i zapadu poluotoka. To potvrđuju arheološka istraživanja i nastojanja pape Ivana IV. (640. – 642.) da otkupi zarobljenike od Slavena u Istri i Dalmaciji i da pred slavenskom opasnošću relikvije istarskih i dalmatinskih starokršćanskih mučenika skloni u Rim. 
Godine 789. Istra postaje dio franačke države. 
Istrom su u 10. i 11. st. vladale njemačke feudalne obitelji, osim istočnog dijela, koji pripada Hrvatskoj do početka 11. st. Istra je zasebna markgrofovija, koju rimsko-njemački carevi daju u feud raznim velikaškim obiteljima. Henrik IV. nominalno upravu nad Istarskom markom predaje akvilejskom patrijarhu.
Godine 1145. Pula, Kopar i Izola poraženi su od strane Venecije te su morali prisegnuti na vjernost mletačkom duždu. 
U 13. st. vlast patrijarha je oslabila te su se istarski gradovi redom predavali Veneciji: Poreč 1267., Umag 1269., Novigrad 1270., Sveti Lovreč 1271., Motovun 1278., Kopar 1279., Piran i Rovinj 1283. godine. Venecija je postupno zavladala cijelim obalnim pojasom zapadne Istre i prostorom do Plomina na istočnoj obali poluotoka.
Godine 1325. nastaje prvi glagoljički hrvatski spis, Istarski razvod, zapisnik o razgraničenju općina srednje i jugoistočne Istre.

## Od Napoleona do Austrije
Padom Mletačke Republike 1797. g.  Istra potpada pod vlast Napoleona, ali Napoleon predaje Veneciju Habsburškoj Monarhiji, zajedno s mletačkim dijelom Istre i Dalmacije, u zamjenu za Lombardiju i Nizozemsku.
Godine 1805. Napoleon ponovno zauzima bivšu mletačku Istru. 
Godine 1809. cjelokupan istarski prostor pripojen je Napoleonovim Ilirskim provincijama. Tada prvi put središnji dio Istre pripada Hrvatskoj - Napoleonovoj provinciji Civilna Hrvatska.
Godine 1814. Istra postaje dijelom Austrijske Carevine, prvo kao dio Kraljevine Ilirije (1816. – 1849.), a potom kao zasebna teritorijalna jedinica Markgrofovija Istra, čiji je glavni grad Pazin. Dobiva i svoje predstavničko tijelo (1861.): Istarski sabor.

## Druga polovica 19. st.
Odvija se politička i kulturna borba za nacionalnu i političku jednakopravnost hrvatskog i slovenskog stanovništva u odnosu na talijansko. Predvodnik borbe za hrvatska prava u Istri bio je biskup Juraj Dobrila. Njegova je koncepcija bila aktivirati narod na planu nacionalne samoobrane, njegovati narodni jezik, čuvati tradiciju, podići se ekonomski i politički, prihvatiti nova civilizacijska i kulturna postignuća i pronaći put da se narod izvuče iz bijede. 

## 1. svjetski rat
Dolazi do prekida nacionalnih borbi, a Italija pokazuje jasan interes za istočnom obalom Jadrana. Godine 1915. dolazi do tajnog dogovora u Londonu, prema kojem su Italiji obećani južni Tirol, dio Dalmacije te Istra, s Trstom i Goricom.

## Između dva svjetska rata
Godine 1920. Kraljevstvo Srba, Hrvata i Slovenaca prepušta Istru Italiji (vidi Pariška mirovna konferencija 1919.). Talijanska vlast u Istri zatvara sve oblike hrvatskoga i slovenskoga javnog života; zatvaraju se škole, kulturne ustanove, nasilno talijanizira hrvatska imena i prezimena i toponime. Posljedica je masovni egzodus hrvatskog stanovništva.

### Talijanizacija
13. srpnja 1920. u Puli je zapaljen hrvatski Narodni dom koji je bio mjesto okupljanja i djelovanja hrvatskih kulturnih društava. 
Tada su talijanske vlasti otpuštale s posla ljudi samo zbog njihove nacionalne pripadnosti. Zabranjena je komunikacija na hrvatskom jeziku, provođene se pljenidbe, sječene su voćke, istakalo se vino. Počelo tada i maltretiranje i progon hrvatski intelektualaca pogotovo učitelja i svećenika.
Zatvarane se sve hrvatske škole, zabranjivani hrvatski nadgrobni spomenici, toponimi, hrvatska se prezimena potalijančivala (Zakon o zabrani smiješnih prezimena), počeo najveći egzodus hrvatskog naroda s Istre i Primorja, započinju i fizičke likvidacije hrvatskih domoljuba. Tada su se na lomačama palile knjige pisane hrvatskim jezikom ne zato što imaju „neprihvatljiv sadržaj“, nego zato što je jezik kojim su pisane neprihvatljiv.

## 2. svjetski rat
Nakon kapitulacije Italije, 1943. godine, dolazi do sveopćega narodnog ustanka u Istri. Protjerana je fašistička vlast, a NOO Istre donosi proglas o oslobođenju Istre i njezinu pripojenju federalnoj Hrvatskoj u novoj Jugoslaviji. Uskoro cjelokupno područje okupiraju Nijemci, a NDH proglašava formalno pripojenje Istre, iako razgraničenje s Mussolinijevom Talijanskom Socijalnom Republikom nikad nije uređeno.
Poslije pada Mussolinija Hrvati u Istri sastavili su i potpisali Proglas Hrvatskoga istarskog sabora. Uz pomoć svećenika dokument je poslan u Rim, Vatikan, pa sve do Krunoslava Draganovića. Proglas je bio upućen i Jurju Krnjeviću u London. U proglasu su Hrvati iz Istre javili da je Istra hrvatska i neka Krnjević učini što može, da Istra ne bi doživjela jugoslavensku komunističku okupaciju poslije sloma talijanskog fašizma.
U sklopu završnih partizanskih operacija za oslobođenje cjelokupnoga južnoslavenskog prostora oslobođena je i Istra, 9. svibnja 1945. godine. Ubrzo američke i britanske snage također ulaze u Istru.
Osim partizanskih postrojbi koje su tijekom rata pružale oružani otpor talijanskoj fašističkoj vlasti i u konačnici vojno oslobodile Istru, veliku zaslugu u očuvanju hrvatskog identiteta Istre i Kvarnerskih otoka u uvjetima talijanizacije imali su i hrvatski katolički svećenici. Posebnu zaslugu ima velečasni Božo Milanović, koji je prije prihvaćanja sporazuma u Parizu 1948. priložio nepobitan dokaz, etničku kartu, prema kojoj su Hrvati bili većina na tom inače povijesnom hrvatskom području.

## Nakon 2. svjetskog rata
Istarski poluotok je sporazumom Jugoslavije, SAD-a i Ujedinjenoga Kraljevstva u Beogradu 1945. godine podijeljen u dvije zone, Zonu A i Zonu B. Zona A je bila pod britansko-američkom, a Zona B pod jugoslavenskom vojnom upravom. Crta razgraničenja bila je tzv. Morganova linija. U Zonu A ušla je zapadna obala Istre, od Novigrada do Trsta, kao i izdvojeno područje oko Pule, a u Zonu B ostatak Istre. Jugoslavenska armija se je povukla iz Zone A. Prema ugovoru od 10. ožujka 1947. (Pariški mirovni ugovori) ukinute su Zone A i B, osnovana je neovisna država Slobodni Teritorij Trsta (STT), na sjeverozapadnom dijelu Istre, od Novigrada do Trsta, a preostali dio pripao je Jugoslaviji. Ubrzo je došlo do egzodusa većeg dijela talijanskog stanovništva. 
STT je također podijeljen na Zonu A i Zonu B. Zona A obuhvaćala je usko područje oko Trsta i Pule, a Zona B preostali dio. Zonom A je opet upravljala američka i britanska vojska, a Zonom B jugoslavenska. Privremeni režim uprave prihvatilo je Vijeće sigurnosti UN-a, no civilna uprava s guvernerom nije zaživjela. 
Vlasti socijalističke Jugoslavije bile su pune poleta zbog pobjede u ratu. Vjerovali su da bi se istarsko stanovništvo golemom većinom opredijelilo za Jugoslaviju na plebiscitu. Stoga je Jugoslavija bila uz ideju plebiscita koji su smatrale najprihvatljivijim način rješavanja graničnih sporova s Italijom. Efekti višedesetljetne talijanizacije i strah od fašističke vlasti, kao i strah od zamjeranja talijanskim vlastima u slučaju neuspjeha plebiscita bili su razlozi. Informacije o istarskim prilikama Nikoli Moskatelu dali su razni ljudi, među njima i Ivan Pavić, poslijediplomant kanonskog prava na Gregoriani, svećenik Porečko-puljske biskupije. Na sve te informacije Moskatelo je otišao u Beograd uvjeravati Tita neka ne podupre zamisao o plebiscitu u Julijskoj krajini, zbog prije navedenih razloga.
Diplomatske akcije radi pronalaženja konačnoga rješenja nisu prestajale. Kada su 8. listopada 1953. SAD i Velika Britanija najavile povlačenje svojih snaga i prepuštanje Zone A Italiji, uslijedile su demonstracije širom Jugoslavije, a duž granice su raspoređene jake jugoslavenske i talijanske vojne snage (Tršćanska kriza). Novi pregovori, započeti u veljači sljedeće godine, rezultirali su 5. listopada 1954. Londonskim memorandumom, kojim je STT ukinut i podijeljen, pri čemu je Jugoslaviji pripala Zona B te dio Zone A. Tako se cijelo hrvatsko područje Istre sjedinjuje s maticom zemljom Hrvatskom (zapadni obalni dio prvi put u povijesti). 
Konačna državna granica između dviju država dogovorena je sporazumom u Osimu (Osimski ugovor), 10. studenoga 1975. godine. 
Nakon raspada Jugoslavije, 1991. g., pošto su Hrvatska i Slovenija 1992. međunarodno priznate kao samostalne i nezavisne države, njihove republičke granice postale su državnim granicama. Hrvatski dio Istre obuhvaćen je dvjema županijama. Istarska županija obuhvaća veći, zapadni dio poluotoka dok manji, istočni dio Istre oko Opatije i Kastva obuhvaća Primorsko-goranska županija.

## Vanjske poveznice
1. Povijest (Povijest Istre od prapovijesti do 1918. g.)
2. Povijest (Povijest Istre od 1918. – 2000. g.)
3. Povijesni pregled - opširnije  Arhivirana inačica izvorne stranice od 27. rujna 2007. (Wayback Machine)